# Mellanspel (musik)
Inom musikteorin är ett mellanspel, melltro eller interludium en eventuell del av ett musikstycke – oftast instrumental – som kan förekomma en eller flera gånger, eller vara frånvarande. Mellanspel brukar komma efter refrängen inför nästa vers eller direkt efter introt.